# Grumman F4F Wildcat
Grumman F4F Wildcat byl na počátku druhé světové války nejdůležitějším palubním stíhacím letadlem, které sloužilo u leteckých sil americké námořní pěchoty, amerického námořnictva a jako Martlet i u britského královského námořního letectva. U posledních dvou jmenovaných subjektů operoval i z letadlových lodí. Až do příchodu svých nástupců F6F Hellcat a F4U Corsair v roce 1943 byl jediným strojem ve výzbroji leteckých sil amerického námořnictva a námořní pěchoty, který se dokázal alespoň vyrovnat japonským Zerům. I po příchodu výkonnějších nástupců však zůstal (ve variantě FM Wildcat) ve výzbroji eskortních letadlových lodí po zbytek války.

## Vývoj

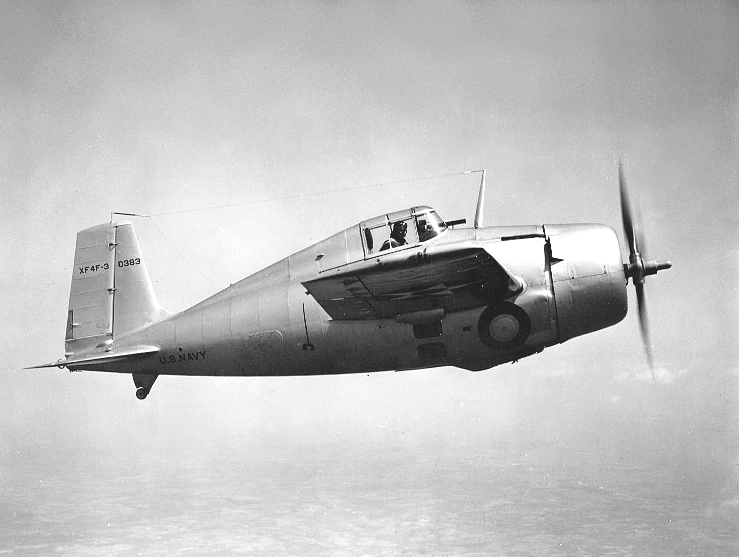
XF4F-3 v roce 1939. Odepsán po nehodě 16. prosince 1940.

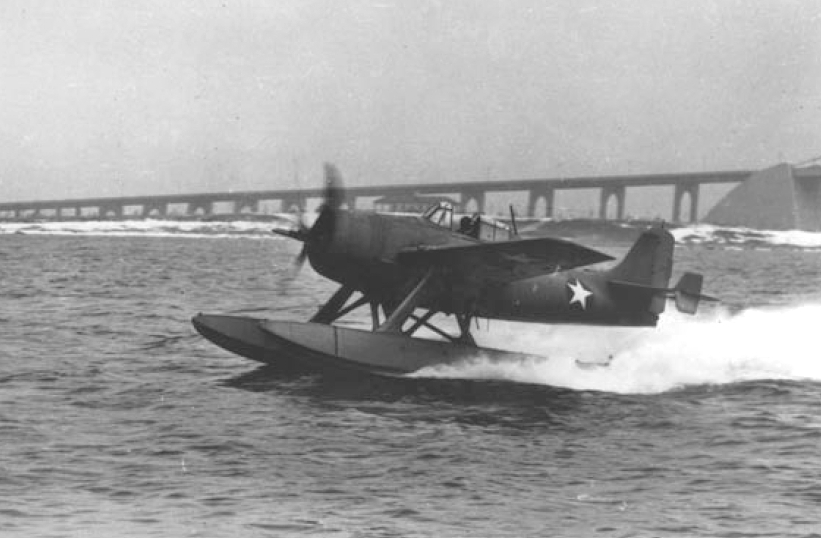
Zkoušky plovákového F4F-3S na základně NAS Norfolk

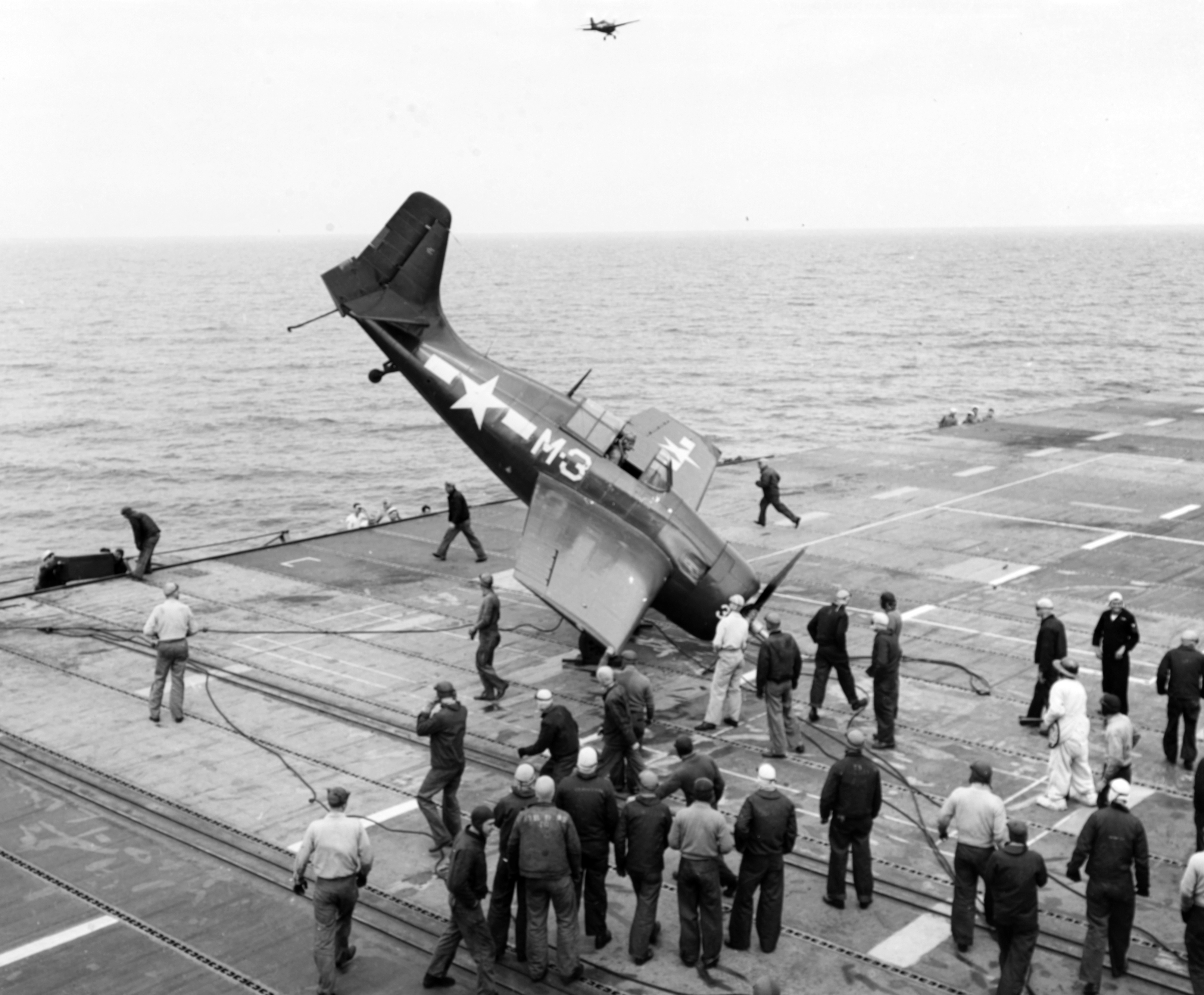
Nepodařené přistání FM-2 Wildcatu na cvičné letadlové lodi USS Sable v květnu 1945

Přímým předchůdcem letounu Wildcat byl dvouplošník XF4F-1 zkonstruovaný roku 1935 na podkladě vypsané soutěže. V ní se ale objevil vážný konkurent v podobě jednoplošného XF2A-1. Firma Grumman se ale nevzdávala a pokračovala ve vývoji a ve zdokonalování svého stroje. Byla opuštěna dvouplošná konfigurace a v roce 1936 vznikl jednoplošník XF4F-2. První prototyp XF4F-2 vzlétl 2. září 1937. Letoun poháněl dvouhvězdicový čtrnáctiválcový motor Pratt & Whitney R-1830-66 Twin Wasp o výkonu 1050 hp. Vyzbrojen byl dvojicí kulometů Browning ráže 7,62 mm v trupu a další dvojicí kulometů ráže 12,7 mm v křídle. Soutěž nakonec vyhrál konkurenční XF2A-1, ale v říjnu 1938 byl u Grummanu objednán vývoj dalšího prototypu XF4F-3. Zdokonalený prototyp byl vybaven motorem XR-1830-76 Twin Wasp s dvoustupňovým kompresorem o výkonu 1200 hp a došlo ke konstrukčním úpravám. Křídlo dostalo nový tvar („useknuté“ konce, místo koncových oblouků) a rovněž ocasní plochy byly předělány. Výzbroj prototypu se skládala ze dvou kulometů ráže 7,62 mm v trupu a po jednom kulometu ráže 12,7 mm v každé polovině křídla. XF4F-3 poprvé vzlétl 12. února 1939. O tento zmodernizovaný stroj projevilo americké námořní letectvo zájem a nakonec mu dalo přednost před letounem Buffalo. Ačkoliv Buffalo bylo v úvodních zkouškách preferovaným strojem, rozhodující se nakonec ukázalo jeho daleko výraznější zhoršení parametrů po instalaci - nově vyžadovaných - samosvorných palivových nádrží a pancéřové ochrany.
V roce 1939 získala firma Grumman objednávky od amerického námořnictva s označením F4F-3 (na 78 kusů) i od Francie (81 kusů + 10 na náhradní díly), která měla po vypuknutí války nedostatek moderních letounů. Verze pro Armée de l'Air[zdroj⁠?!] byla označována jako G-36A a lišila se mimo jiné motorem (hvězdicový devítiválec Wright R-1820-G205A Cyclone) a výzbrojí (šest kulometů ráže 7,5 mm: po dvou v každé polovině křídla a dvou synchronizovaných nad motorem). Po kapitulaci Francie objednané stroje převzalo Spojené království, které jimi vyzbrojilo svoje letadlové lodě, přičemž stroje dostaly název Martlet Mk.I (od března 1944 jako Wildcat Mk.I) a byly přezbrojeny na 4x12,7mm. V průběhu roku 1941 bylo do Velké Británie exportováno 90 letounů Martlet Mk.II (G-36B) se šesti kulomety a motorem R-1830-90. Dále Fleet Air Arm obdrželo 30 kusů Martlet Mk.III (F4F-4A) s pevným křídlem a 220 letounů Martlet Mk.IV (F4F-4B) s motorem Wright Cyclone.
V roce 1941 převzalo US Navy 95 letounů F4F-3A s motory Pratt and Whitney R-1830-90 s jednostupňovým kompresorem. Několik z těchto strojů bylo upraveno k fotografickému průzkumu s označením F4F-3P a dva ke zkouškám s plováky jako F4F-3S.
V listopadu 1941 začaly z výrobní linky v Bethpage sjíždět první sériové F4F-4 Wildcat již se sklopným křídlem, šesti kulomety ráže 12,7 mm a motorem Pratt and Whitney R-1830-36. Pod křídlo bylo možné zavěsit dvě pumy po 45 kg, nebo dvě odhoditelné přídavné nádrže po 264 litrech. Při nasazení v hlavních bojových operacích se však pumy téměř nepoužívaly a posílení výzbroje ze 4 na 6 kulometů bylo často kritizováno kvůli výraznému snížení zásoby munice, která i zkušeným pilotům uprostřed větších bojů často docházela před splněním bojového úkolu.
Označení F4F-7 bylo přiděleno neozbrojené fotoprůzkumné verzi se zvětšenou zásobou paliva, vyrobené v počtu 21 kusů v roce 1941.
V roce 1942 začala firma Grumman přecházet na výrobu letounů F6F Hellcat a licenční výroba Wildcatů byla přidělena koncernu General Motors. Té se ujala pobočka Eastern Aircraft Division v Lindenu ve státě New Jersey, která obdržela za vzor Grumman F-4F-4 na osvojení produkce. 31. srpna 1942 byl zalétán první sériový licenční FM-1 s výzbrojí čtyř kulometů Browning ráže 12,7 mm a dvouhvězdicovým čtrnáctiválcovým motorem Pratt and Whitney R-1830-86 Twin Wasp o výkonu 882 kW, některými drobnými vylepšeními a odlehčením konstrukce. Celkem 312 těchto strojů získalo britské námořnictvo pod označením Martlet Mk.V.
Počínaje rokem 1943 uvedl koncern General Motors do výroby variantu F4F-8 pod označením FM-2, poháněnou devítiválcovým motorem Wright R-1820-56 o výkonu 992 kW. Pod křídlo bylo možné zavěsit dvě pumy po 113 kg, nebo šest neřízených raket HVAR ráže 127 mm. Do ukončení výroby v roce 1945 vzniklo 4777 strojů verze FM-2 z nichž 360 v rámci zákona o půjčce a pronájmu obdržela Velká Británie jako Wildcat Mk.VI.

## Bojové nasazení

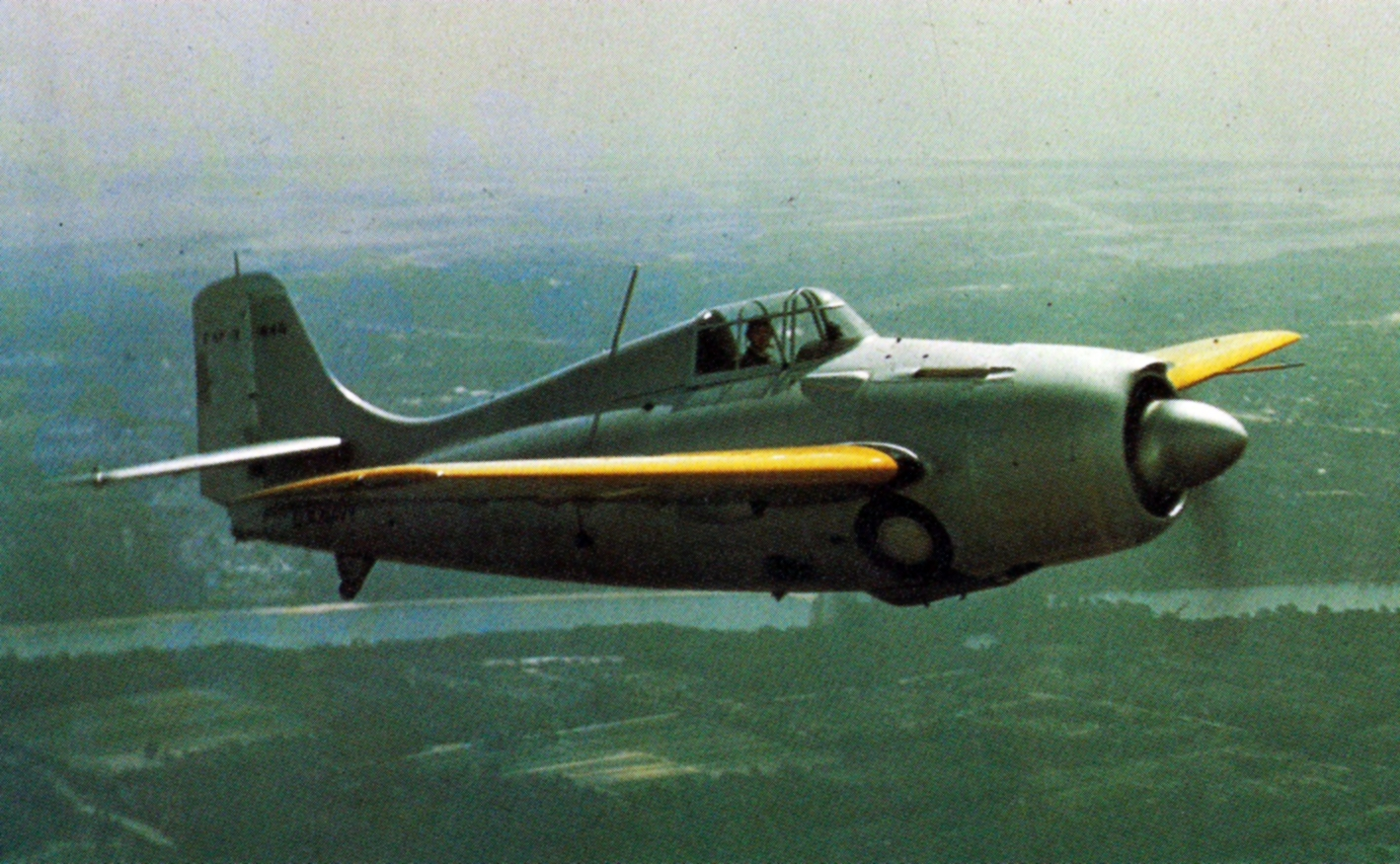
Jeden z prvních F4F-3.

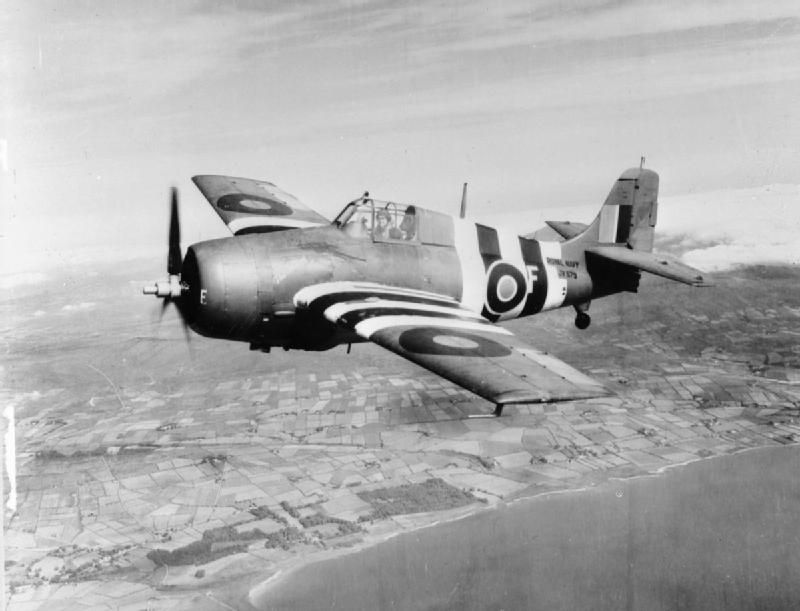
Wildcat britské Fleet Air Arm s invazními pruhy, 1944

Letoun Grumman F4F Wildcat se účastnil všech důležitých námořních operací od bitvy v Korálovém moři, přes bitvu u Midwaye a Guadalcanal, vylodění v severní Africe během operace Torch i ochrany konvojů přes Atlantik. Při vzájemných soubojích v Pacifiku měla japonská letadla Micubiši A6M výraznou výhodu v doletu a obratnosti – především při letu v nižších rychlostech – dále pak v lepším výhledu z kabiny, především do zadní polosféry a v závislosti na okolnostech i určitou výhodu v lepší akceleraci, stoupavosti a vyšší maximální rychlosti v horizontálním letu; ovšem navzdory často vžitým představám, situace nebyla zdaleka jednoznačná: Wildcat byl rychlejší ve střemhlavém letu a lépe ovladatelný při zatáčkách a střelbě ve vysokých rychlostech. Oproti svým japonským protivníkům měli američtí piloti také výhodu v daleko kvalitnějších radiostanicích s dokonalejším odrušením, které jim umožňovaly lépe koordinovat týmový boj. Mimo to byl Wildcat robustní, spolehlivý, snesl i těžká poškození a i v případě rozsáhlých poškození dával pilotovi značné šance na přežití. Jeho mechanismus skládání křídel také umožňoval na stejném prostoru letadlové lodě umístit více stíhaček, než tomu bylo v případě japonského stroje (u kterého se sklápěly jen konce – špičky křídel), což navyšovalo celkovou kapacitu amerických letadlových lodí a dovolovalo jim v praxi dosahovat vyšší koncentrace sil. Ačkoliv je Wildcat často podceňován, skutečností zůstává, že dobře vycvičení piloti Wildcatů amerického námořnictva dokázali v kritických bitvách let 1942–1943 – před získáním materiální převahy USA – japonským Zerům pilotovaných často jedněmi z nejlépe vycvičených pilotů světa zpravidla celkem úspěšně vzdorovat a často působili japonskému letectvu velké ztráty. Výrazný vliv na úspěch Wildcatů měl systém včasného varování – ať už prostřednictvím radaru na letadlových lodích nebo pozemních pozorovatelů např. na Guadalcanalu a týmová součinnost, které americkým pilotům dovolili eliminovat nevýhody vlastních strojů a bojovat způsobem, který jim vyhovoval. Pozdější varianty FM pak byly výtečným strojem pro malé eskortní letadlové lodě a v během služby v této roli – zpravidla v nasazení mimo nejtěžší boje a bez nutnosti čelit v klasickém střetnutí nejmodernějším stíhačům nepřítele – zde dosahovaly překvapivých poměrů mezi zničenými stroji nepřítele a vlastními ztrátami.

## Uživatelé
(Údaje dle publikace Grumman Aircraft since 1929.)
- Spojené království
  - Fleet Air Arm[p 1]
- Spojené státy americké
  - United States Navy

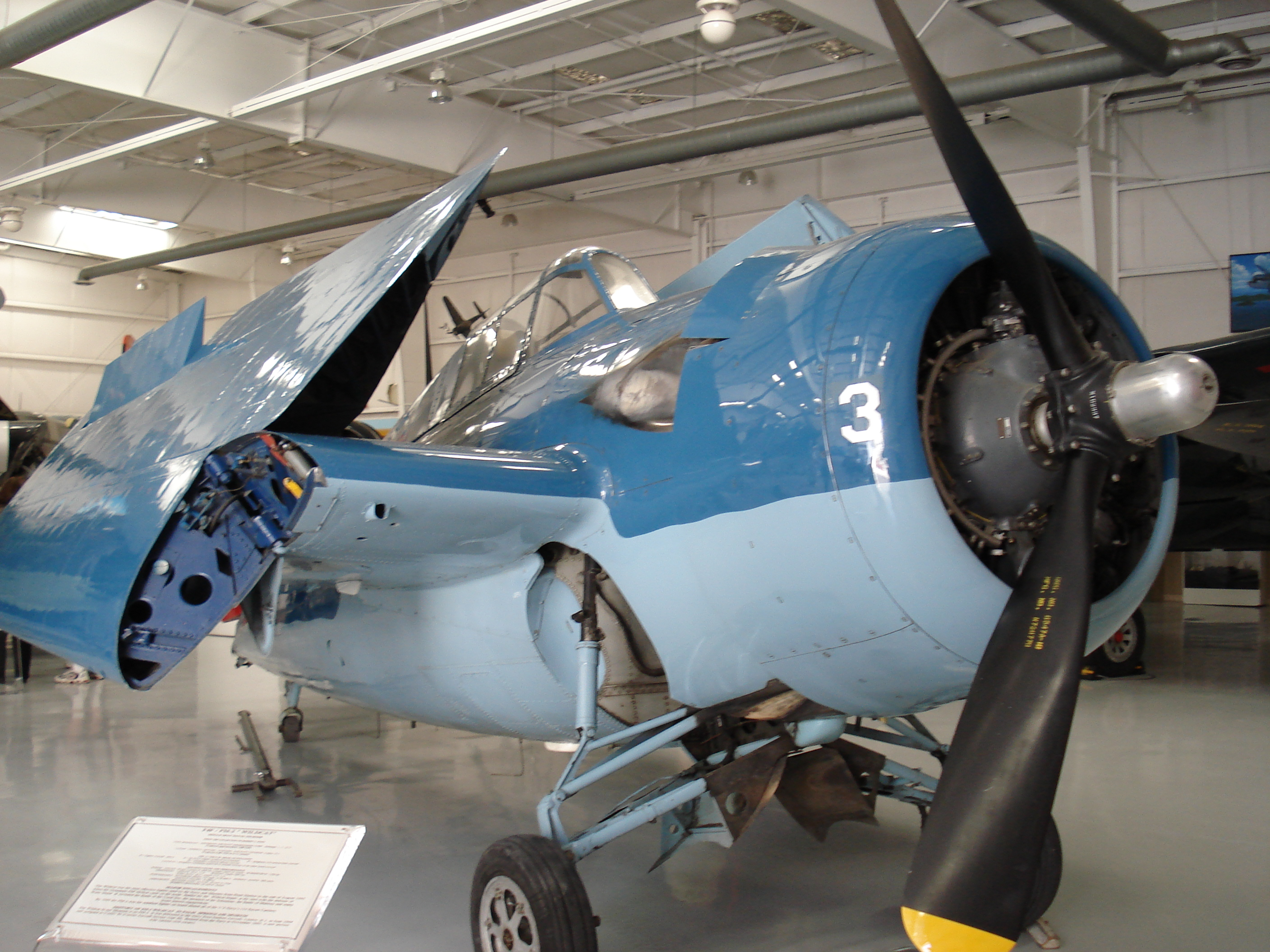
FM-2 Wildcat BuNo 55627 v expozici Palm Springs Air Museum

  - United States Marine Corps Aviation

## Specifikace (F4F-4)

Třípohledový nákres F4F-4

### Technické údaje
- Posádka: 1 (pilot)
- Rozpětí: 38 stop (11,58 m)[5]
- Rozpětí se složeným křídlem: 14 stop 4 palce(4,37 m)[5]
- Délka: 29 stop 10 palců (9,09 m)[5]
- Výška: 11 stop 9 palců (3,58 m)[5]
- Nosná plocha: 260 stop² (24,15 m²)[3]
- Prázdná hmotnost: 5448 lb (2471,2 kg)[5]
- Pohonná jednotka: vzduchem chlazený dvouhvězdicový čtrnáctiválec Pratt & Whitney R-1830-86[5]
- Výkon pohonné jednotky: 1200 hp (895 kW)[5]
- Maximální vzletová hmotnost : 7975 lb (3617,4 kg)[5]

### Výkony
- Maximální rychlost:
  - 441 km/h u hladiny moře[6]
  - 320 mph (515,0 km/h) ve výšce 18 800 stop (5730,2 m)[5]
- Praktický dostup: 34 900 stop (10 637,5 m)[5]
- Čas výstupu do výšky 6096 m: 12,4 min[zdroj⁠?!]
- Dolet: 770 mil (1239,2 km)[5]
- Maximální dolet: 2051 km (s přídavnými nádržemi při rychlosti 246 km/h)[zdroj⁠?!]
- Zásoba paliva: 144 galonů (545,1 l) + dvě přídavné nádrže po 58 galonech (219,6)[5]

### Výzbroj
- 6 × kulomet M2 Browning ráže 12,7 mm v křídle se zásobou 1 440 nábojů (240 na hlaveň)[5]
- 2 × puma po 100 lb (45,36 kg) pod křídly[5]